# Crniš
Crniš este un sat din comuna Bijelo Polje, Muntenegru. Conform datelor de la recensământul din 2003, localitatea are 170 de locuitori (la recensământul din 1991 erau 205 locuitori).

## Demografie
În satul Crniš locuiesc 120 de persoane adulte, iar vârsta medie a populației este de 33,7 de ani (31,5 la bărbați și 36,0 la femei). În localitate sunt 39 de gospodării, iar numărul mediu de membri în gospodărie este de 4,36.
Populația localității este foarte eterogenă.
|  |

| Demografie | Demografie | Demografie |
| An         | Locuitori  | Locuitori  |
| ---------- | ---------- | ---------- |
|            |            |            |
|            |            |            |
|            |            |            |
|            |            |            |
| 1948       | 287        |            |
| 1953       | 311        |            |
| 1961       | 383        |            |
| 1971       | 330        |            |
| 1981       | 268        |            |
| 1991       | 205        | 201        |
| 2003       | 190        | 170        |

| \| Componența etnică conform recensământului din 2003[2] \| Componența etnică conform recensământului din 2003[2] \| Componența etnică conform recensământului din 2003[2] \| Componența etnică conform recensământului din 2003[2] \| Componența etnică conform recensământului din 2003[2] \| \| ----------------------------------------------------- \| ----------------------------------------------------- \| ----------------------------------------------------- \| ----------------------------------------------------- \| ----------------------------------------------------- \| \| \| \| \| \| \| \| Bosniaci \| Bosniaci \| \| 110 \| 64,7% \| \| Muntenegreni \| Muntenegreni \| \| 36 \| 21,17% \| \| Sârbi \| Sârbi \| \| 23 \| 13,52% \| \| necunoscută \| necunoscută \| \| 1 \| 0,58% \| |              |  |     |        |
| Componența etnică conform recensământului din 2003 |              |  |     |        |
| |              |  |     |        |
| Bosniaci | Bosniaci     |  | 110 | 64,7%  |
| Muntenegreni | Muntenegreni |  | 36  | 21,17% |
| Sârbi | Sârbi        |  | 23  | 13,52% |
| necunoscută | necunoscută  |  | 1   | 0,58%  |